# Этельфрит
Этельфрит (др.-англ. Aethelfrith; погиб в 616) — король Берниции в 593—616 годах, король Дейры в 593/604—616 годах и король Нортумбрии в 593/604—616 годах из династии Идингов.

## Биография
Этельфрит был сыном Этельрика и внуком Иды. После смерти в 593 году своего дяди, короля Берниции Хуссы, вступил на престол Берниции. Первой женой Этельфрита была Бебба (или Бибба), родившая ему Энфрита. В её честь столица Берниции получила название Беббанбург (ныне Бамборо). В том же году Этельфрит захватил Дейру. Для того, чтобы узаконить свою власть над ней, он вскоре женился на дочери Эллы Ахе, изгнав из страны законного наследника престола — трёхлетнего сына Эллы Эдвина. Вступив на престол сразу двух королевств, Этельфрит приобрёл такую силу, что стал опасен своим соседям: бриттам, скоттам и пиктам.
По этой причине обеспокоенные успехами Этельфрита правители бриттских Гододина и Дин Эйдина объединились перед общей угрозой. В 598 году произошла битва при Катраете. Победу в этом сражении большинство современных исследователей приписывает англам короля Этельфрита.
Затем король Дал Риады Айдан мак Габран в 603 году выступил против Этельфрита с сильным войском, но был разбит и бежал с немногими уцелевшими скоттами. Прочие его воины были изрублены в месте, называемом Дегсастан, что означает «камень Дегсы». Место сражения при Дегсастане точно не установлено: возможно, это Доустон-Ригг в Лотиане (Южная Шотландия) или Тикстон в Нортумберленде. В этой битве от руки ирландского принца Маэл Умая мак Баэтайна погиб со всей своей дружиной брат Этельфрита, которого Беда Достопочтенный называл Теодбальдом, а ирландские анналы — Энфритом. На стороне Этельфрита во главе своего войска сражался сын короля Берниции Хуссы Херинг, о котором больше ничего не известно. С того времени ни один король скоттов в Британии не осмеливался воевать с народом англов.
Затем король англов Этельфрит пошёл с большим войском на Город Легионов, называемый англами Легакастир, а бриттами более правильно Каэрлегион (современный Честер). По данным «Англосаксонской хроники», битва при Честере произошла в 604 году. Согласно преданию, когда Этельфрит готовился к осаде Честера, бритты взяли из Бангорского монастыря (находился в Гвинеде) сравнительно недалеко от Честера) 1250 монахов для испрошения у Бога благодати над их оружием, которым приказали находиться неподалёку от места битвы и молиться богу во время сражения. Эти монахи постарались прийти пораньше в назначенное место, но попались навстречу Этельфриту. У них был охранник по имени Брокмайл (возможно, имеется в виду правитель валлийского королевства Поуис Брохвайл Исгитрог, однако, по данным источников, тот не дожил до битвы при Честере), в обязанность которого входило защищать их от англов во время молитвы. Когда Этельфрит узнал, зачем они собрались, он велел атаковать их. Брокмайл и его люди при первой же атаке бросили тех, кого должны были охранять, оставив их безоружными и беспомощными перед мечами неприятелей. В этой резне погибло почти двенадцать сотен монахов и лишь пятьдесят человек спаслось бегством. После этого Этельфрит разгромил и всё войско бриттов. Несмотря на тяжёлые потери, он вторгся на их территорию и разорил до основания Бангорский монастырь.
Между тем Эдвин, сын Эллы уже 27 лет странствовал по разным местам, не находя нигде помощи, так как все боялись короля Нортумбрии. Наконец, Эдвин остановился у короля Восточной Англии Редвальда, который дал ему приют. Этельфрит прислал к Редвальду послов, с просьбою выдать Эдвина или убить его, в противном случае грозя войной. Редвальд и Эдвин решили опередить его и первыми напасть на его царство. В 616 году Редвальд собрал войско и разделил его на три части. Первую он послал под предводительством своего старшего сына Рейнера для захвата некого важного прохода. Сам король двинулся со вторым отрядом, а Эдвин с третьей часть войска замыкал движение. Однако Рейнер, желая прославиться, и, пользуясь тем, что Этельфрит не успел собрать все свои войска, не дожидаясь остальных, один напал на Нортумбрию. Этельфрит, видя, что Рейнер далеко зашёл вперёд, дал ему сражение на восточном берегу реки Идл, рассеял его армию, а его самого убил. Редвальд и Эдвин, горя мщением, напали на Этельфрита и разбили его. Этельфрит пал в бою. Его сыновья Энфрит, Освальд, Освиу, Ослак, Освуд, Ослаф и Оффа, будучи не в состоянии себя защитить, бежали к скоттам. Редвальд отдал Эдвину не только по праву ему принадлежавшую королевство Дейру, но и Берницию.